# Heilig Hartbeeld (Kethel)
Het Heilig Hartbeeld is een standbeeld in de Nederlandse plaats Kethel, in de provincie Zuid-Holland.

## Achtergrond
Petrus (Piet) van Kampen (1889-1977) werd in 1931 pastoor in Kethel. Hij kreeg ter gelegenheid van zijn zilveren jubileum in 1951 van de parochianen een Heilig Hartbeeld aangeboden. Het beeld werd gegoten bij de Rijnlandse kunstgieterij J.E. Stöxen en geplaatst in de tuin bij de Sint-Jacobuskerk.

## Beschrijving
Het bronzen beeld is een Christusfiguur ten voeten uit. Hij houdt zijn beide armen omlaag langs het lichaam en toont in zijn handpalmen de stigmata. Op zijn borst is het vlammend Heilig Hart zichtbaar, omwonden door een doornenkroon en bekroond met een kruis. In de voet van het beeld zijn de jaartallen 1939 - 1951 aangebracht. Het beeld staat op een eenvoudige, rechthoekige sokkel.